# Guillem de Vilamarí
Guillem de Vilamarí fou bisbe de Girona el quart amb aquest nom. Era nebot de Bernat de Vilamarí a qui succeí en la càtedra episcopal. Quan l'escolliren bisbe era canonge de la catedral de Girona i abat de la col·legiata de Sant Fèlix. L'any 1313 fou enviat per a posar pau i concòrdia entre els cardenals francesos i italians, durant el Cisma d'Avinyó. Participà en el sínode que escollí al papa Joan XXII, d'origen francès que havia estat bisbe d'Avinyó i de Lió, i que fou coronat en la catedral de Lió el 7 d'agost de 1316, després de dos anys vacant la seu apostòlica d'Avinyó. Morí Guillem el 27 de setembre de 1318 essent sepultat a la capella de Sant Bernat i Santa Marta de la catedral de Girona en un sepulcre de marbre blanc enfront del seu oncle Bernat.